# NGC 1436
NGC 1436 (= NGC 1437) è una galassia a spirale situata nella costellazione dell'Eridano, a una distanza di circa 63 milioni di anni luce dalla nostra Via Lattea.

## Scoperta
La galassia è stata scoperta il 9 gennaio 1836 dall'astronomo britannico John Herschel ed è stata poi inserita nel New General Catalogue con la designazione NGC 1436. Nell'anno seguente, il 28 novembre 1837, lo stesso John Herschel osservò nuovamente la galassia senza rendersi conto che si trattava dello stesso oggetto già descritto l'anno precedente. Le nuove accurate descrizioni vennero inserite nel New General Catalogue con il codice NGC 1437, che è quindi un duplicato del precedente.

## Descrizione
NGC 1436 ha una classe di luminosità II e presenta una larga riga a 21 cm dell'idrogeno neutro.

## Gruppo di NGC 1399
NGC 1436 (= NGC 1437 nell'articolo di Garcia) fa parte del Gruppo di NGC 1399, a sua volta incluso nel più vasto Ammasso della Fornace, e che comprende almeno 42 galassie, tra cui NGC 1326, NGC 1336, NGC 1339, NGC 1344 (=NGC 1340), NGC 1351, NGC 1366, NGC 1369, NGC 1373, NGC 1374, NGC 1379, NGC 1387, NGC 1399, NGC 1406, NGC 1419, NGC 1425, NGC 1427, NGC 1428, NGC 1437 (=NGC 1436), NGC 1460, IC 1913 e IC 1919.
La designazione FCC 290 indica che NGC 1436 viene considerata come membro dell'Ammasso della Fornace nel catalogo di Henry Ferguson.